# Martin Spiegelberg
Martin Spiegelberg (* 23. März 1955 in Hamburg; † 3. Juli 2020 in München) war ein deutscher Kriminal-Schriftsteller und Jazzmusiker (Gitarre, Trompete, Komposition).

## Leben und Wirken
Spiegelberg, der in Marburg und Stuttgart aufwuchs, war seit frühester Jugend als Gitarrist und Bassist tätig. Seit 1975 gehörte er zur Band Gipsy Nova von Kitty Winter, mit der er die Alben Feel It (1978) und Limelight Suite (1979) veröffentlichte. Daneben spielte er beim Collegium Barbarorum, in einem eigenen Quintett, das er mit Fred Breck leitete, und bei den Stuttgarter Smallstars mit Jeanette McLeod. Ab 1982 arbeitete er als Trompeter bei Tyree Glenn junior und als  Gitarrist in der Chris Haskins Band. Ab 1983 begleitete er die Chansonsängerin Hana Hegerová und spielte in der Wolfgang Lauth Crew.
1985 holte ihn Sammy Drechsel als Musiker und Komponist in die Münchner Lach- und Schießgesellschaft, wo er bis 1998 blieb. Er vertonte Texte von Werner Schneyder, Henning Venske und Klaus Peter Schreiner. Anschließend arbeitete er wieder als freier Jazzmusiker, so mit dem Art Jazz Trio, den Flying Dixie Dogs oder Alexanders Jazzband, konzentrierte sich zunehmend aber auf die Tätigkeit als Autor.
Spiegelberg schrieb vor allem Kriminalromane und Krimi-Kurzgeschichten. Als Jazzmusiker ist er auch auf Alben von Roger Röger, Edith Steyer und einer CD-Edition zu seinem Krimi Die Seele des Puma zu hören. Marcus A. Woelfle stellte seltene und vergriffene Aufnahmen von ihm in der RadioJazznacht auf BR-Klassik am 26. Juli 2020 vor.

## Preise und Auszeichnungen
Spiegelberg gewann mit Kitty Winters Gipsy Nova 1976 den Sonderpreis beim Jazznachwuchswettbewerb in Nagold. 2005 wurde er mit dem Deutschen Kurzkrimipreis von Tatort Eifel für seine Geschichte Was Anderes ausgezeichnet. Weiterhin erhielt er 2010 den Vierten Preis beim Kurzkrimiwettbewerb der Stadt Wardenburg für die Geschichte Schuss aus dem Nebel.

## Publikationen
- Die Sache mit Sylvia. éditions trèves, Trier 1999, ISBN 978-3-88081-224-6.
- Die Seele des Puma. éditions trèves, Trier 2016, ISBN 978-3-88081-561-2.

Kurzgeschichten
- Wo nehmen sie bloß das Geld für’s Futter her? in: Die Stunde des Vaters. Ulmer Manuskripte 2001
- Herbschde In: Wolfgang Kemmer (Hrsg.), In Kürze verstorben. KBV Hillesheim 2008
- Unser be-hester Freund in: Jan Zweyer, Thomas Koch (Hrsg.). Tot auf Töwerland. Grafit-Verlag 2009
- Tod eines Kaisers in: Rainer Breuer, Ursula Dahm Konstantin Reloaded éditions trèves, Trier 2010
- Schuss aus dem Nebel in: Tatort Wardenburg, IV. Teil. Friedrich Freese Verlag, 2011